# Моррис, Назиф
Могаммат Назиф Моррис (англ. Mogammat Nasief Morris; род. 16 апреля 1981, Кейптаун, ЮАР) — южноафриканский футболист, игравший на позиции центрального полузащитника. Выступал за сборную ЮАР.

## Клубная карьера

### Греция
Моррис родился в Кейптауне и начал свою карьеру в местном «Сантосе», пока не подписал контракт с греческим «Арисом» в июне 2001 года за € 350.000. В своем втором сезоне в греческой Суперлиге он появился на поле в 27 играх (забил два гола). В том году «Арис» финишировал на шестом месте, получив путевку в Кубок УЕФА.
После двух лет в Салониках Моррис присоединился к «Панатинаикосу». Он дебютировал в Лиге чемпионов 1 октября 2003 года в игре 1:1 группового этапа против «Рейнджерс». Во время своего пятилетнего пребывания в Афинах Моррис каждый сезон играл не менее 21 матча, а его команда дважды выиграла чемпионат. Кроме того, он сыграл в 14 матчах Лиги чемпионов и 18 матчах Кубка УЕФА.

### Испания
В начале сезона 2008-09 Моррис был отдан в аренду в испанский «Рекреативо». Он дебютировал в Примере 31 августа 2008 года, отыграв все 90 минут в победном 1:0 дерби против «Бетиса».
Моррис пропустил только одну игру в том сезоне и забил 3 мая 2009 года гол в победном 2:1 матче с «Осасуной» на последней минуте, но «Рекреативо» в конечном итоге вылетел из Примеры. В следующем сезоне, вновь на правах аренды, Моррис присоединился к «Расингу».
Моррис начал сезон в основе «Расинга», но в конечном итоге стал лишь третьим или четвёртым выбором тренера на позицию центрального защитника. Так, в первых 15 турах он выходил на поле 11 раз, а в оставшихся матчах — лишь раз. 5 мая 2010 года он был удален с поля в домашнем матче против «Севильи» (1:5).

### Поздняя карьера
В июле 2010 года, после того как «Панатинаикос» не стал предлагать Моррису новый контракт, он подписал контракт с кипрским «Аполлоном». После одного сезона 30-летний Моррис вернулся на родину и присоединился к «Суперспорт Юнайтед».
В 2021 году был ассистентом Дилана Дина в клубе «Кейптаун Спёрс».

## Карьера в сборной
Моррис дебютировал в южноафриканской сборной в 2004 году. В том же году он был временно отстранен ФИФА от международных матчей после попытки атаковать рефери во время проигранного матча 1:2 против Замбии 21 февраля.
Моррис попал в заявку ЮАР на Кубок африканских наций 2008 в Гане.

## Достижения
Панатинаикос
- Чемпионат Греции по футболу: 2003—2004
- Кубок Греции по футболу: 2003—2004
- Кубок Греции по футболу, финалист: 2002—2003, 2006—2007

 Аполлон Лимасол
- Кубок Кипра по футболу, финалист: 2010—2011